# ISO 2

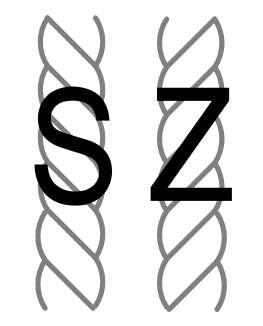
S-捻和Z-捻

ISO 2是由国际标准化组织为纱线、绳索以及其它相关产品定义的关于捻向的国际标准。而在1957年以前，制绳业就已经开始使用S和Z这两个字母来明确指定捻向了。
该项标准用大写的S和Z两个字母中间部分的倾斜方向来指示捻向。纱线的手征性也由捻向确定。纤维沿顺时针螺旋上升的是左旋性的S捻，沿逆时针螺旋上升的是右旋性的Z捻。用这两个字母明确定义捻向的惯例已在1957年用于绳索行业。